# 奴主體制
奴主體制（英語：Slavocracy，即“奴隸（slave）”一詞後綴意為體制的字根-ocracy）表示一個主要由奴隸主階級所統治的社會，例如美國內戰期間的美利堅聯盟國。此詞最初是由美利堅合眾國的廢奴主義者於1830年代創造出來的貶義詞，詞義後來被廣泛延伸，也用以形容在 這種性質的社會內之種植業園主階級。所以奴主體制有時也被稱為莊園主體制，即以掌理奴隸莊園的「園主」來命名。
新大陸上的許多歐洲殖民地，主要都是奴主體制。通常是由一小群來自歐洲的居民，依靠被當成財產的大量西非裔奴隸，外加少量的歐裔或非歐裔契約勞工共同組成。在加勒比地區，奴隸主要是投入產糖業；而在北美，奴隸則主要用於產棉花。這些奴主體制的社會不歡迎廢奴運動，在廢奴之後則轉為由自主的黑人和貧窮的白人佃戶等提供勞力。
一個主要是代表眾多英國奴隸主並受其體制性資助的著名組織「西印度利益」為莊園主們向英國議會進行遊說。一般認為，該組織將本可於1790年代廢除的奴隸貿易一路拖到1806-1808年，也將廢奴延遲到1820年代至1830年代。再以名為“改正”("amelioration")的政策，來要求補償“財產”（即奴隸）的損失。

## 來源
- B.W. Higman. "The West India Interest in Parliament," Historical Studies (1967), 13: pp. 1–19.
- See the historical journal: Plantation Society in the Americas for a host of pertinent articles.
- Steel, Mark James (PhD Dissertation). Power, Prejudice and Profit: the World View of the Jamaican Slaveowning Elite, 1788-1834, (University of Liverpool Press, Liverpool 1988).
- Luster, Robert Edward (PhD Dissertation). The Amelioration of the Slaves in the British Empire, 1790-1833 (New York University Press, 1998).